# Takeshi Kanamori
Takeshi Kanamori (金森 健志?, Kanamori Takeshi; Fukuoka, 4 aprile 1994) è un calciatore giapponese, centrocampista o attaccante dell'Avispa Fukuoka.

## Palmarès

### Club

#### Competizioni nazionali
- Supercoppa del Giappone: 1

Kashima Antlers: 2017
- Coppa J. League: 1

Avispa Fukuoka: 2023

#### Competizioni internazionali
- AFC Champions League: 1

Kashima Antlers: 2018